# Corydoras ambiacus
Corydoras ambiacus (Cope, 1872) è un pesce d'acqua dolce appartenente alla famiglia Callichthyidae.

## Distribuzione e habitat
Proviene dagli affluenti del Rio Ucayali (Ampiyacu, in Perù).

## Descrizione
Presenta un corpo leggermente compresso sull'addome e sui lati, che raggiunge una lunghezza massima di 4,9 cm. Le femmine sono mediamente più grandi dei maschi. Sono presenti due ampie macchie nere, una alla base della pinna dorsale che a volte si estende su di essa e una che passa dall'occhio, sulla testa. Tra queste due macchie c'è un'area arancione. Il corpo è giallastro a puntini scuri.

## Biologia

### Comportamento
Vive in gruppi e trascorre quasi tutto il suo tempo sul fondale.

### Alimentazione
Ha dieta onnivora.

## Acquariofilia
Può essere allevato in acquario, in piccoli gruppi.